# Moridae
Famille
Les Moridae sont une famille de poissons osseux (Ostéichthyens) à nageoires rayonnées (Actinopterygii) appartenant à l'ordre des Gadiformes. 

## Liste des genres
Selon World Register of Marine Species (3 mars 2016) et FishBase (17 fev. 2016) :
- genre Antimora Günther, 1878
- genre Auchenoceros Günther, 1889
- genre Eeyorius Paulin, 1986
- genre Eretmophorus Giglioli, 1889
- genre Gadella Lowe, 1843
- genre Guttigadus Taki, 1953
- genre Halargyreus Günther, 1862
- genre Laemonema Günther, 1862
- genre Lepidion Swainson, 1838
- genre Lotella Kaup, 1858
- genre Mora Risso, 1827
- genre Notophycis Sazonov, 2001
- genre Physiculus Kaup, 1858
- genre Pseudophycis Günther, 1862
- genre Rhynchogadus Tortonese, 1948
- genre Salilota Günther, 1887
- genre Strinsia Rafinesque, 1810
- genre Svetovidovia Cohen, 1973
- genre Tripterophycis Boulenger, 1902

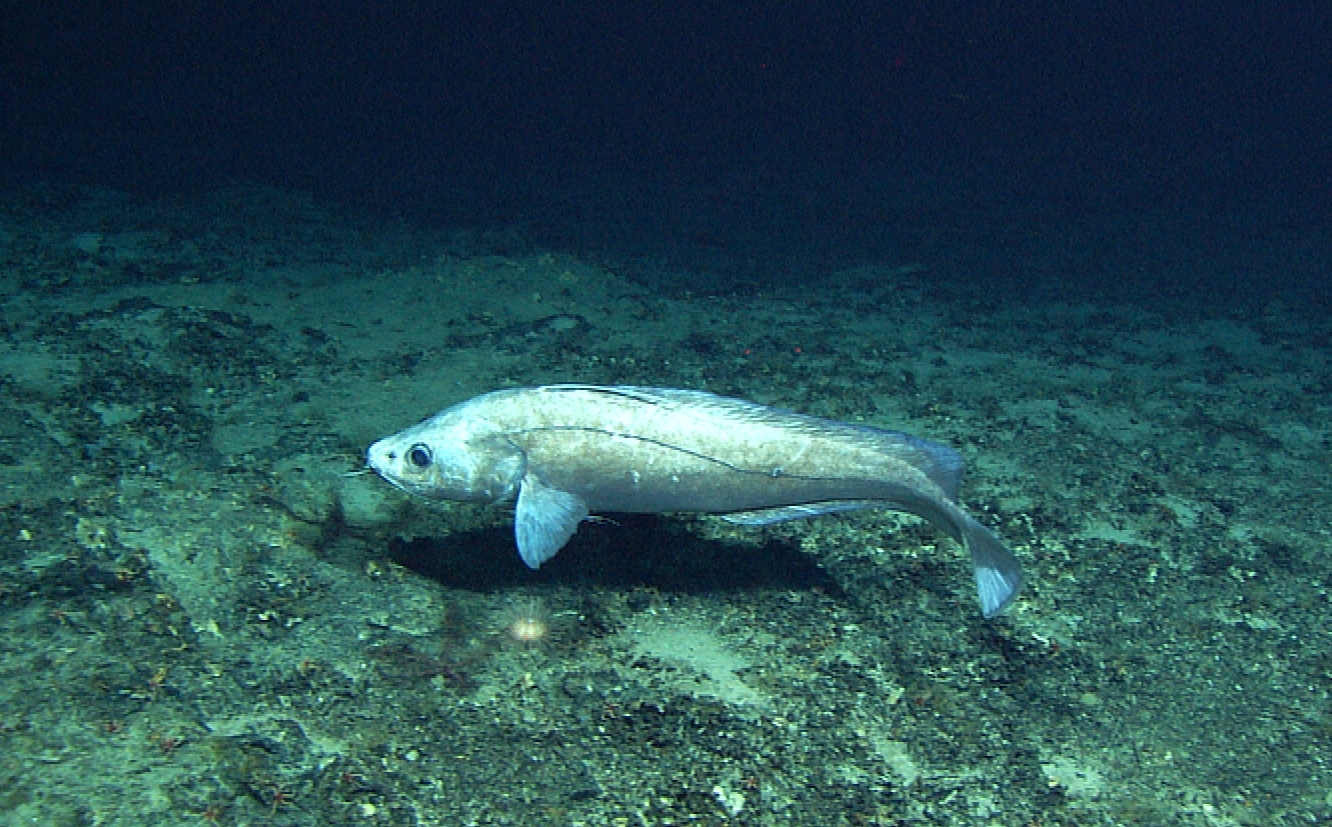
Antimora rostrata.
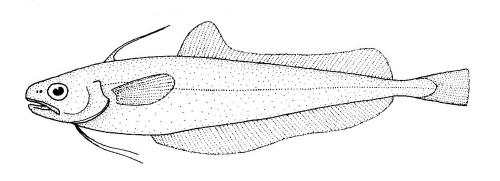
Auchenoceros punctatus.
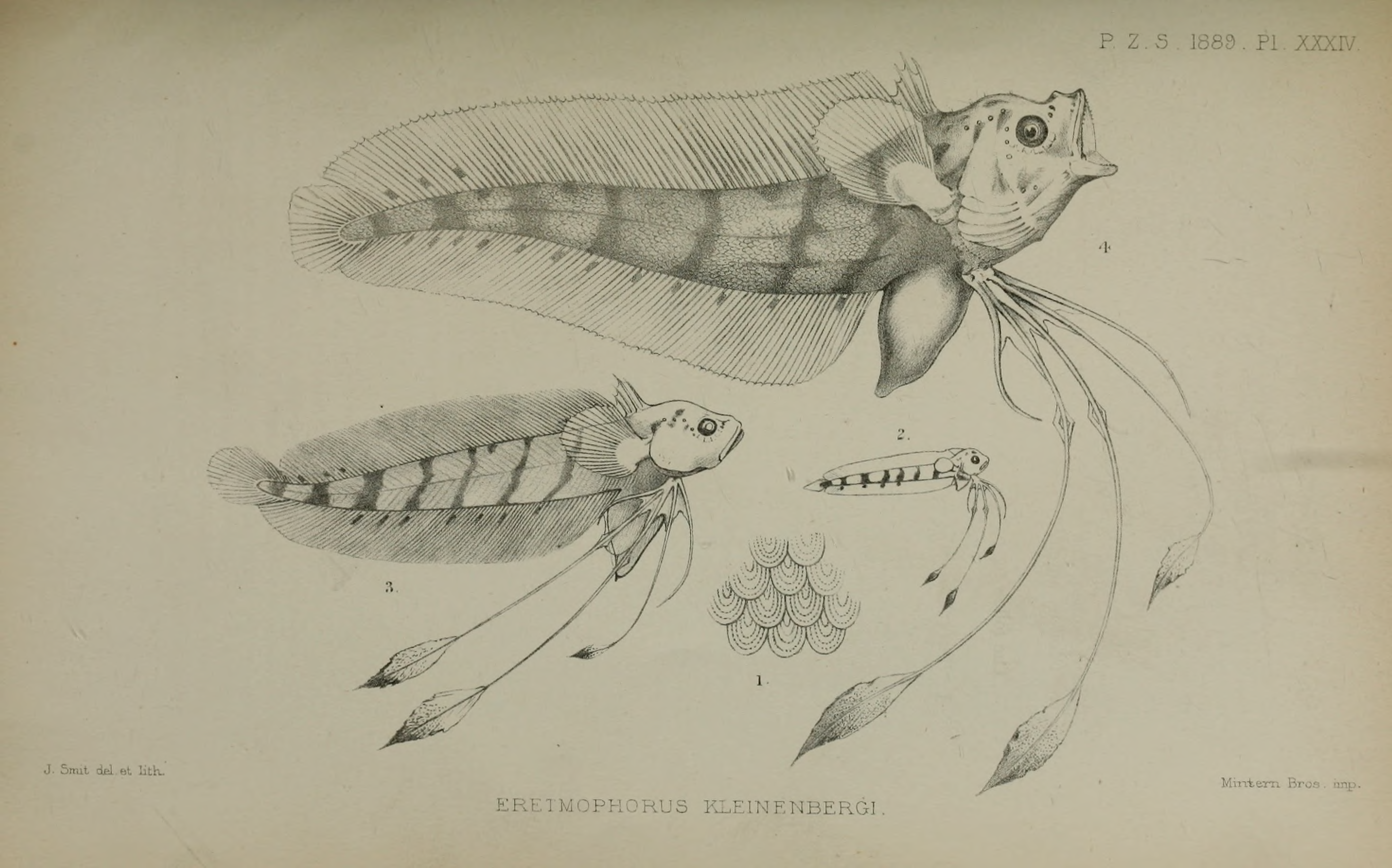
Eretmophorus kleinenbergi.
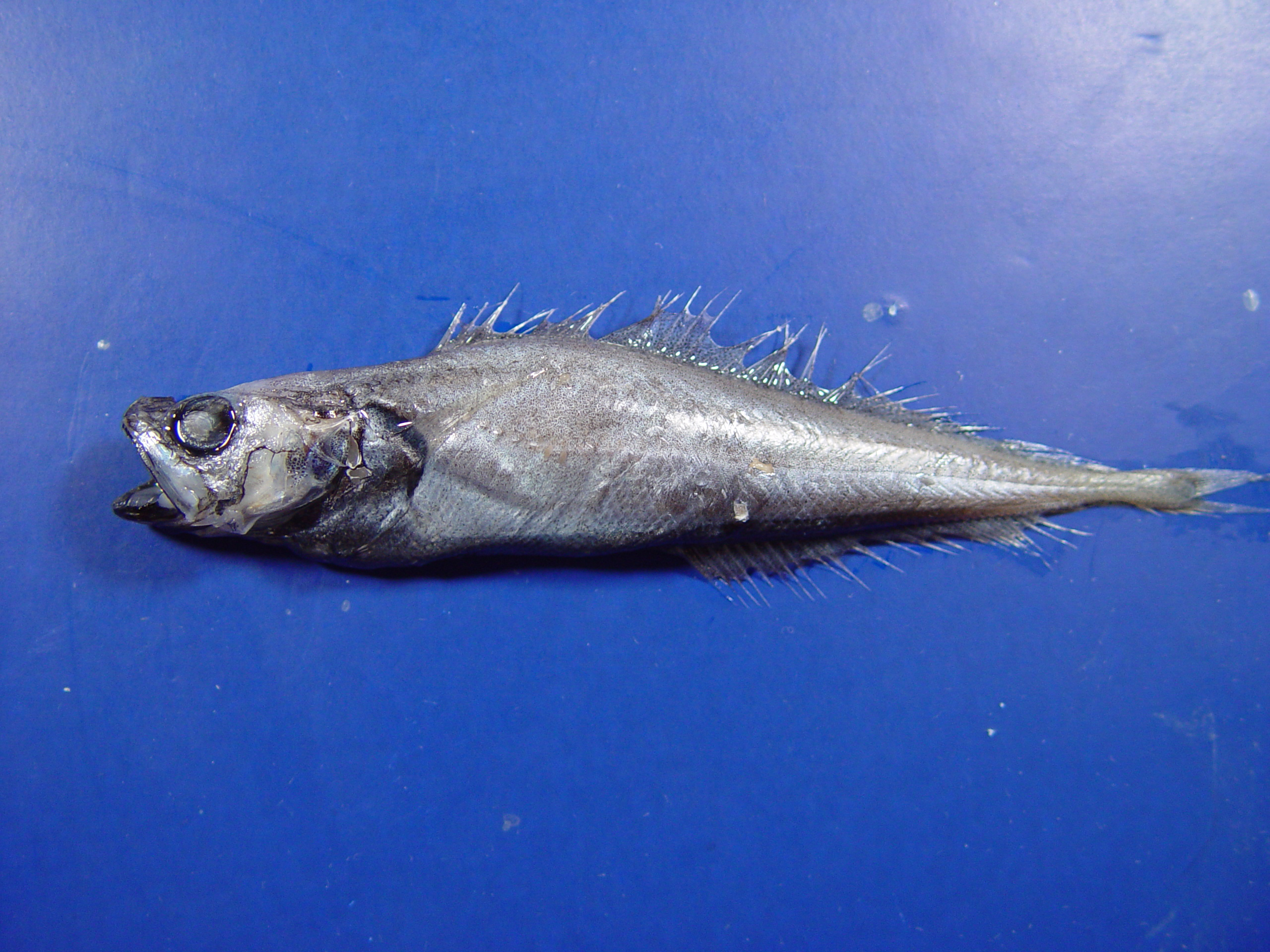
Gadella imberbis.
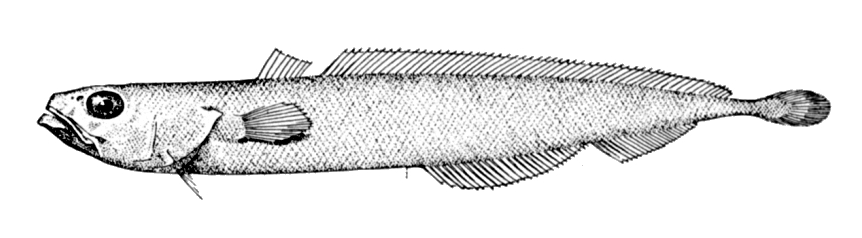
Halargyreus johnsonii.
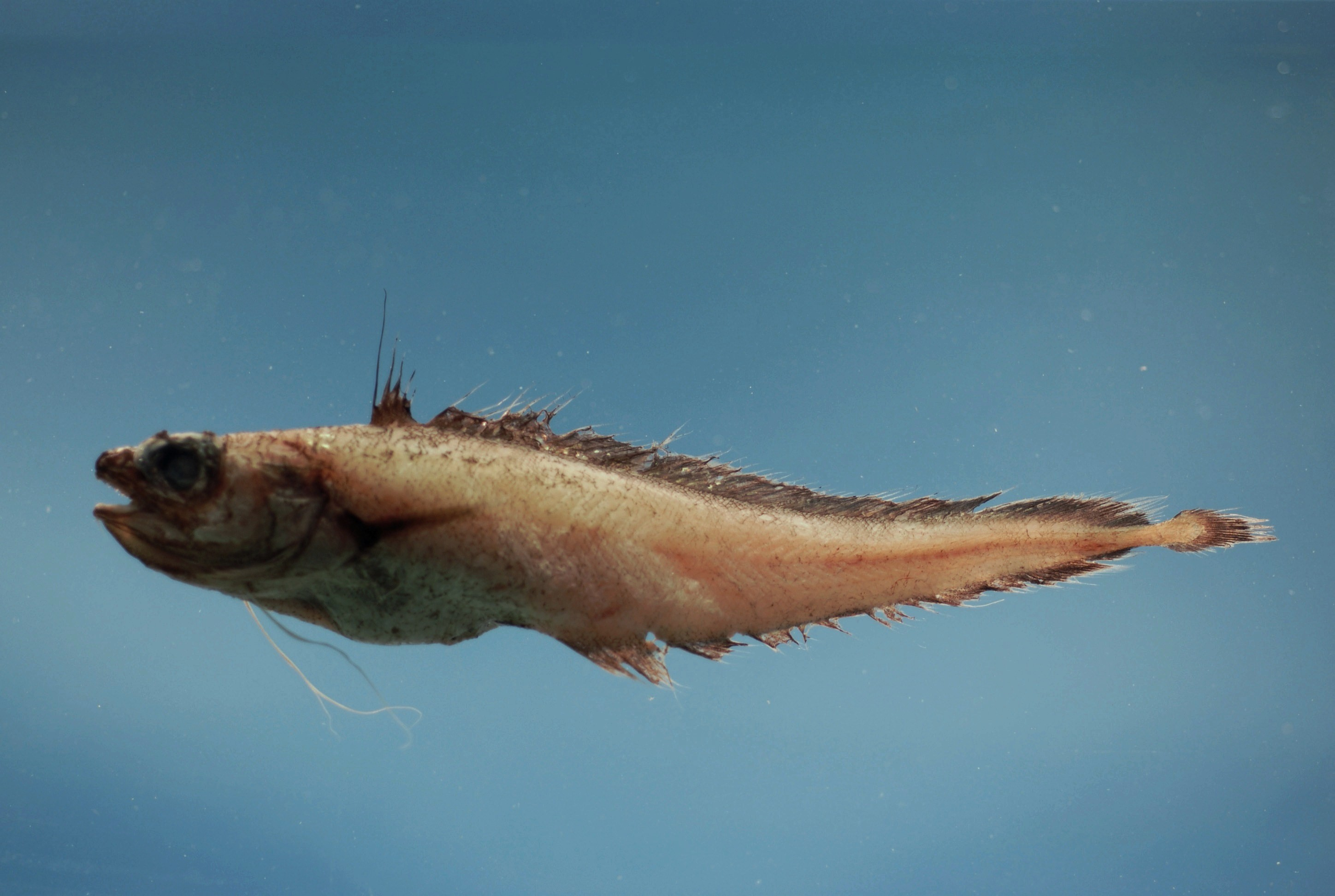
Laemonema barbatulum.
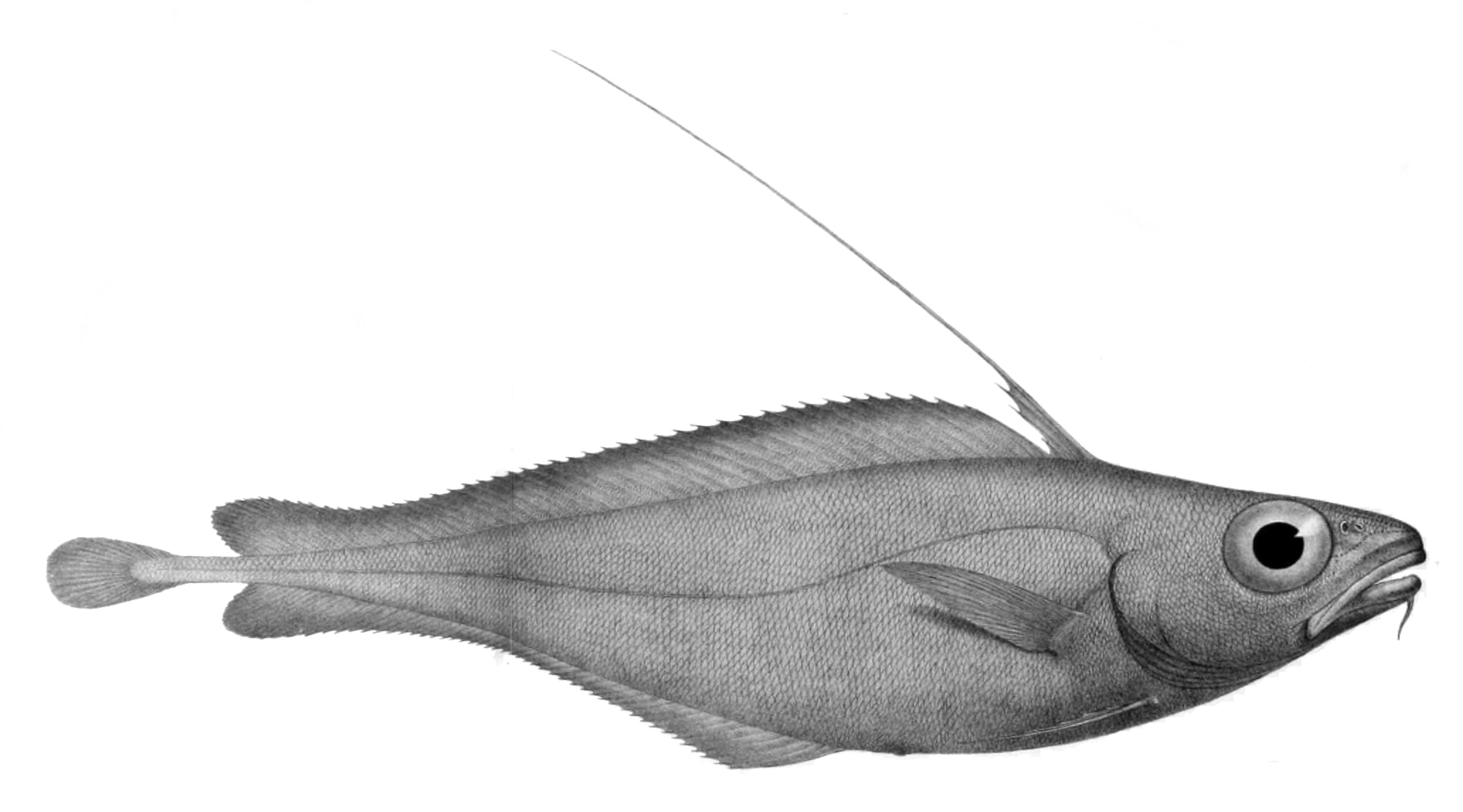
Lepidion eques.
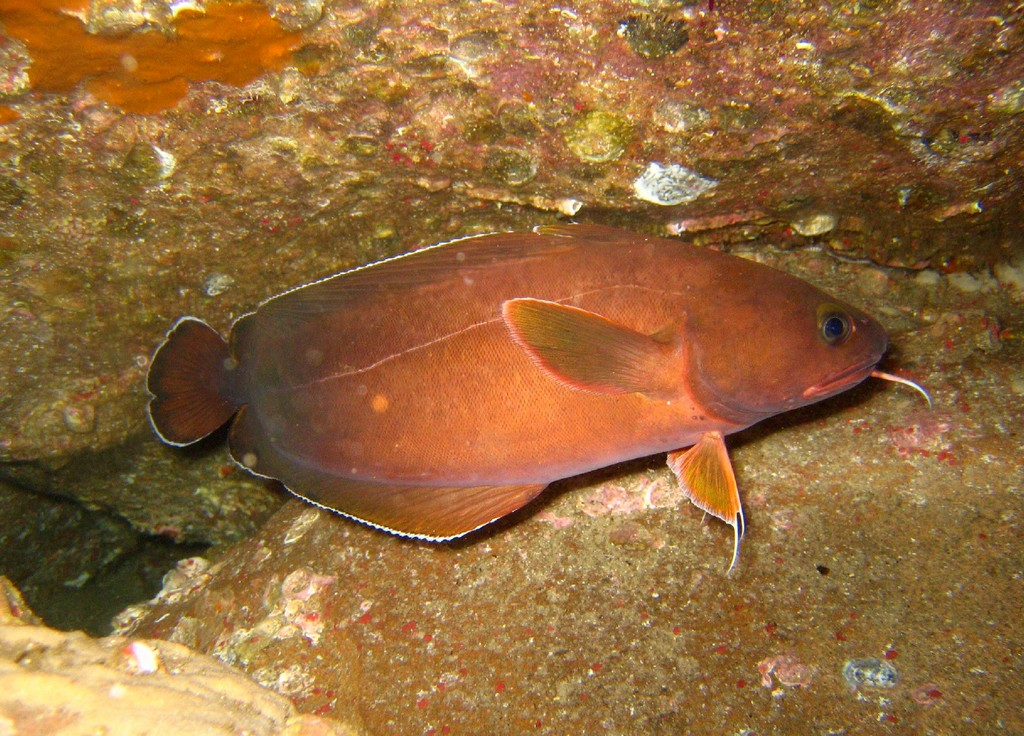
Lotella rhacina.
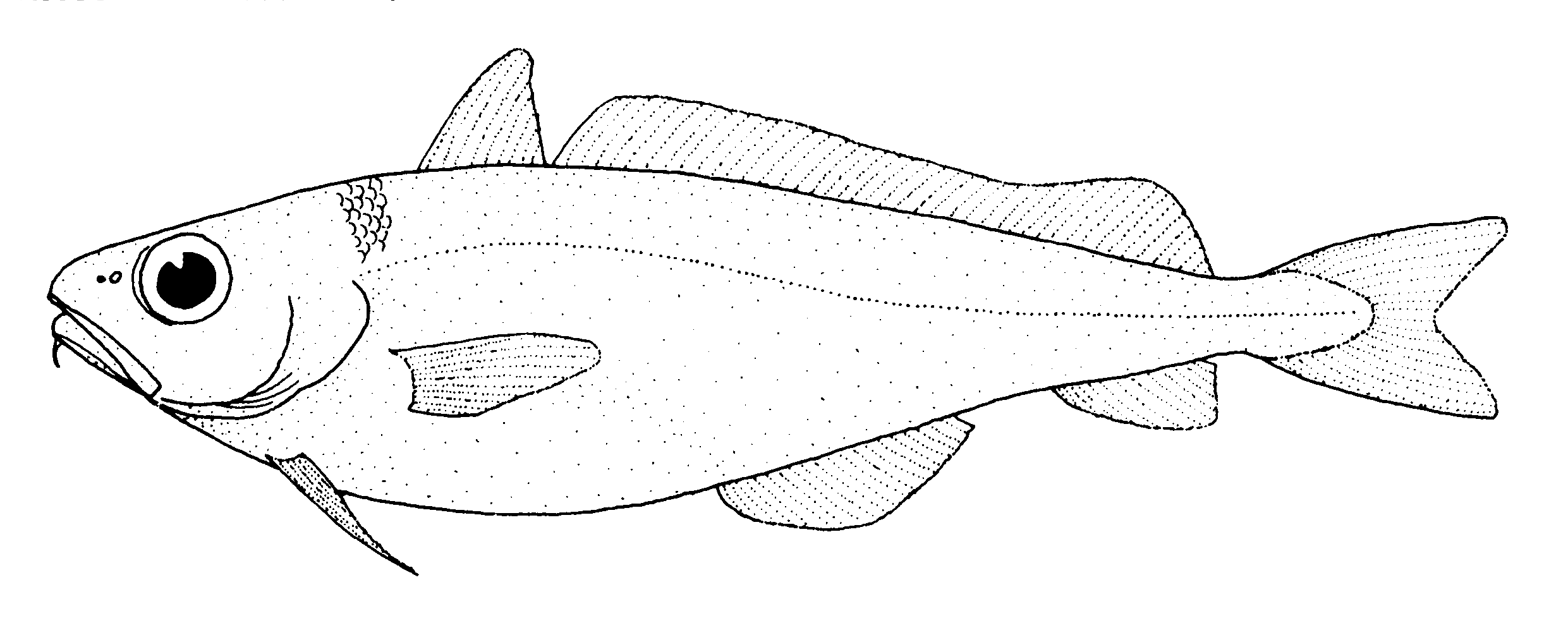
Mora moro.
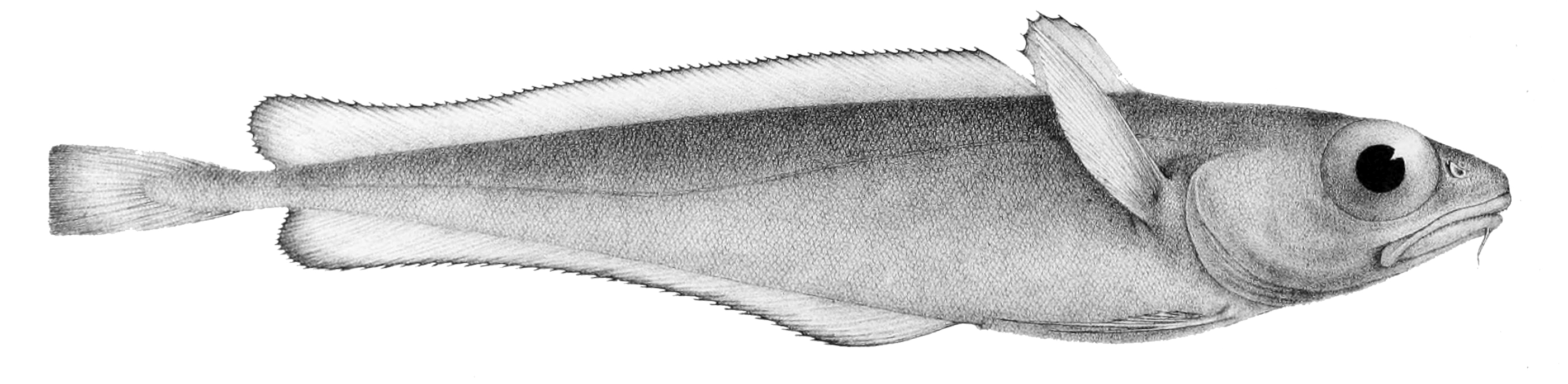
Notophycis marginata.
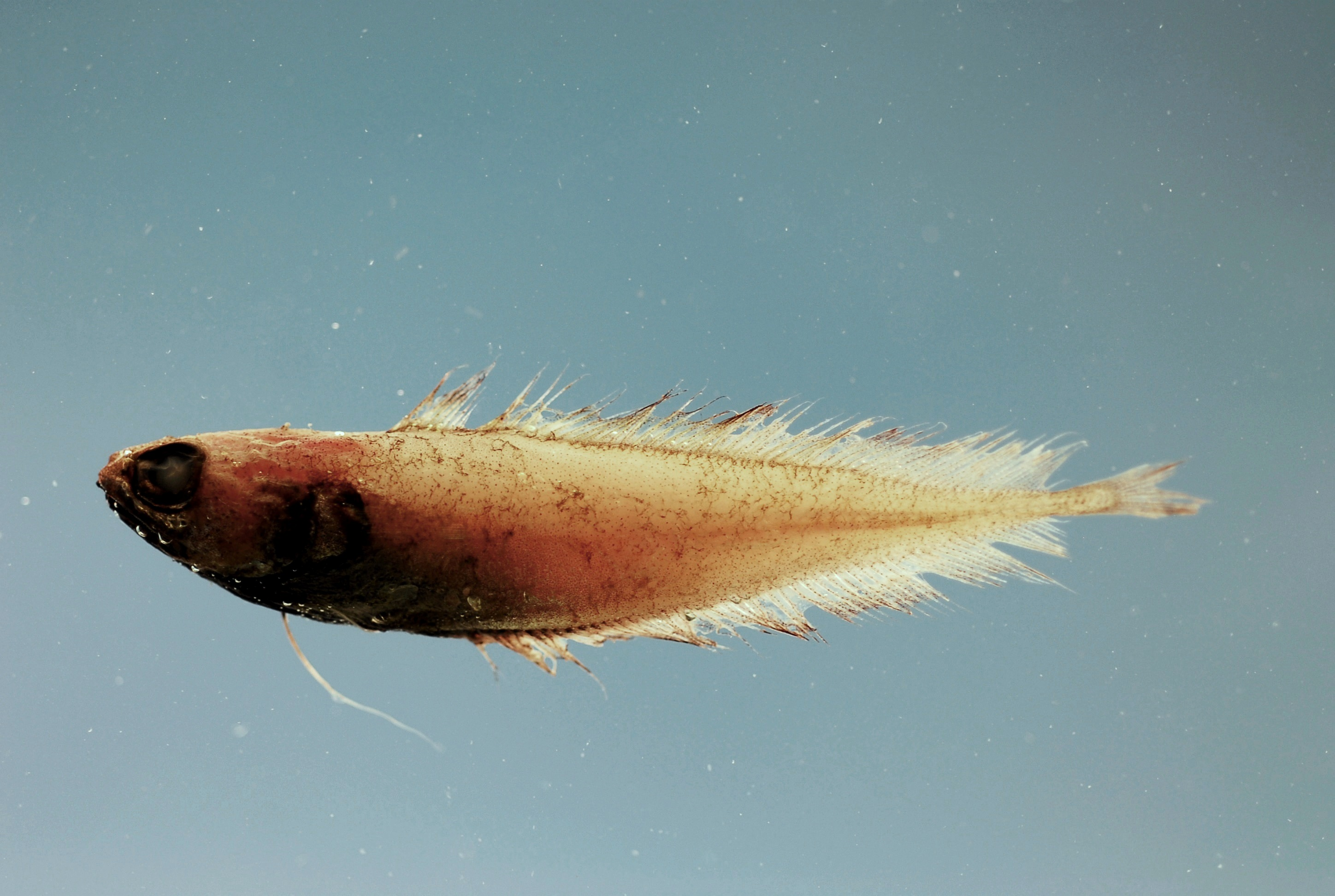
Physiculus fulvus.
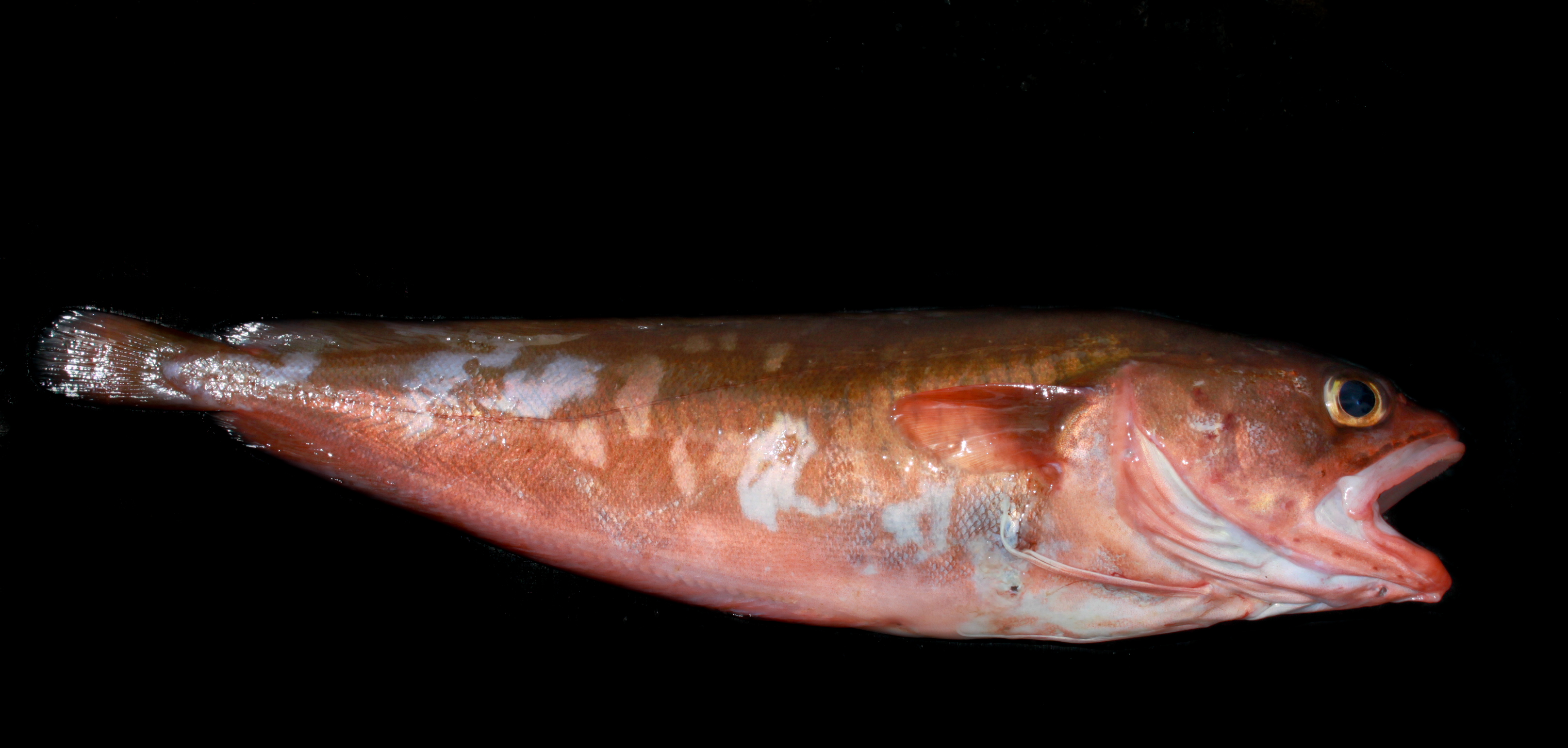
Pseudophycis bachus.
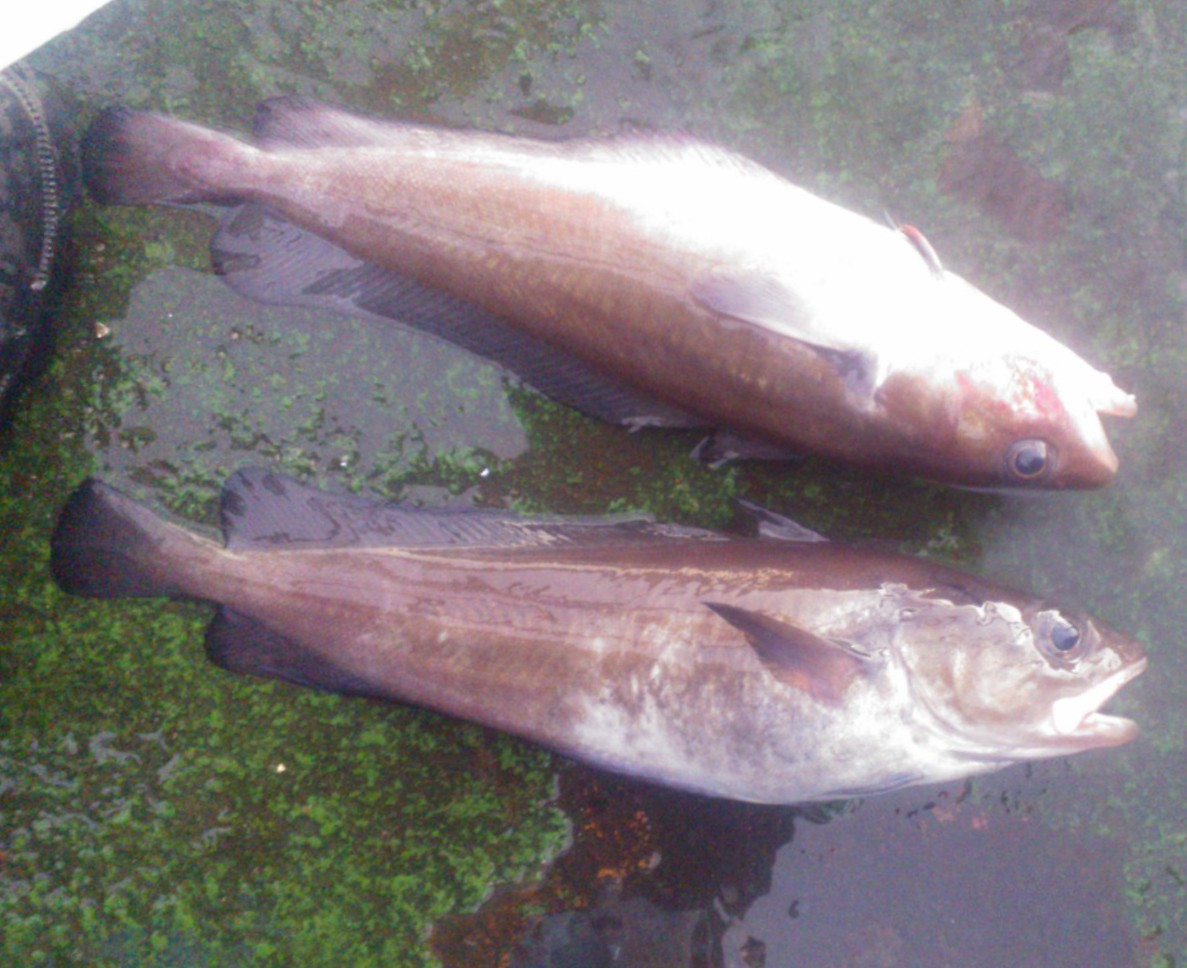
Salilota australis.
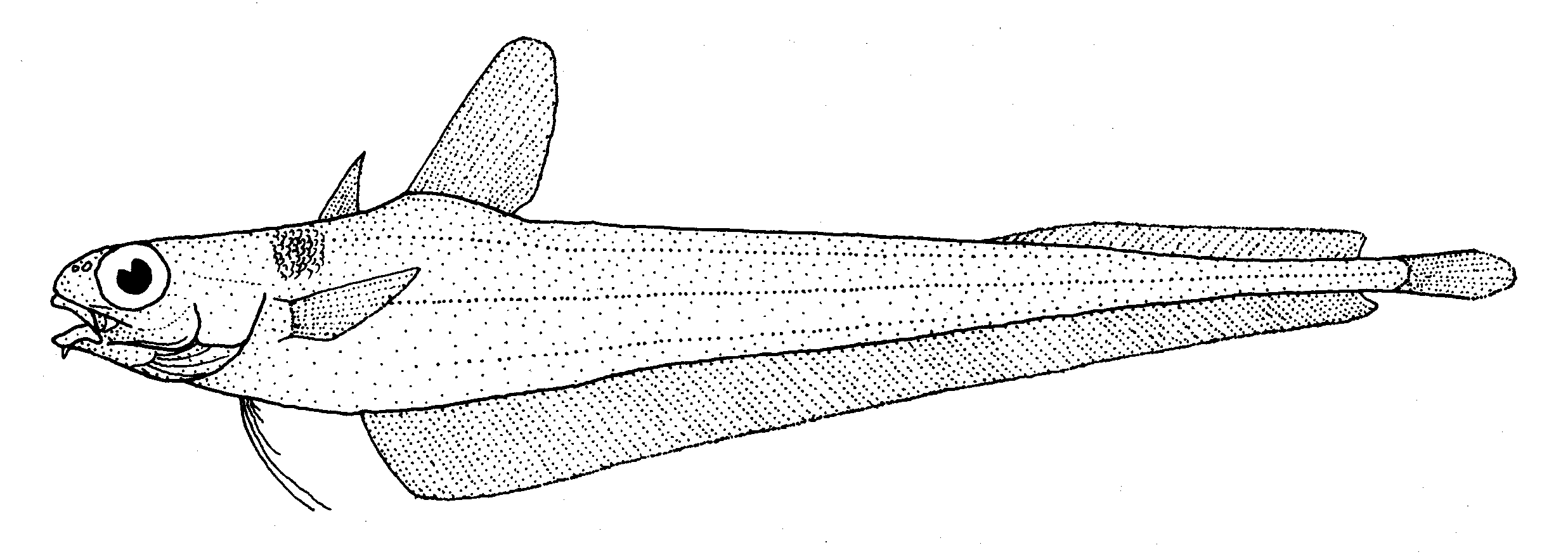
Tripterophycis gilchristi.